# قميص داخلي نسائي
القميص الداخلي النسائي أو القميصول هو نوع من الملابس الداخلية الفضفاضة التي ترتديها النساء تحت الملابس الخارجية أو وقت النوم. يمكن أن يلبس فوق النهدية أو من دونها. يكون هذا اللباس عادة بلا أكمام، وله حمالات أكتاف رفيعة، ويصل إلى الخصر وما تحته بالعادة. يمكن أن يصنع من الساتان أو النايلون أو القطن.